# Gero Soergel
Gero Soergel (* 15. März 1938 in Freiburg im Breisgau) ist ein deutscher Kirchenmusiker und Hochschullehrer.

## Werdegang
Soergel studierte Musikwissenschaft und Kirchenmusik, das Orgel- und Cembalospiel sowie Theologie in Freiburg, Basel, Rom und Tübingen. Er war Pfarrer in Heilbronn und Ispra/Varese, 1974 Musikdirektor am Evangelischen Stift in Tübingen und Stiftskirchenorganist. Von 1984 bis 1989 erfolgte eine Ausbildung zum Gregorianikdozenten in Essen. 1990 war er Rektor der landeskirchlichen Hochschule für Kirchenmusik in Esslingen. Seit 1998 ist er Professor an der Hochschule für Kirchenmusik in Tübingen, seit 2002 Mitglied des Leitungskreises der Kirchlichen Arbeit Alpirsbach.